# Piero Calamai
Piero Calamai (Genova, 25 dicembre 1897 – Genova, 7 aprile 1972) è stato un comandante marittimo e militare italiano, capitano superiore di lungo corso, comandante superiore del Ruolo dello SMN in R.O. della "Italia" Società di Navigazione, noto per essere stato al comando della turbonave Andrea Doria nella notte in cui affondò.

## Biografia
Nato in una famiglia di antiche tradizioni marinare, il Comandante Superiore CSLC Piero Calamai incominciò la sua carriera in mare nell'estate del 1916: diplomatosi aspirante al comando di navi mercantili presso l'Istituto tecnico Nautico San Giorgio di Genova, entrò subito dopo nella Regia Marina come guardiamarina, mentre era in corso la prima guerra mondiale. Fu in servizio come ufficiale su alcune navi fra cui il cacciatorpediniere Pilade Bronzetti.
Decorato con la croce di guerra al valor militare, si congedò da sottotenente di vascello di complemento nel 1919 e incominciò subito a navigare come ufficiale di coperta per il Lloyd Sabaudo, in servizio di linea su navi come la Moncalieri, la Principe di Udine, la Carignano, la Conte Rosso e la Valdieri; fu poi primo ufficiale sulle navi Castelporziano, Valdieri, Principessa Giovanna, Principessa Maria, Conte Grande, Conte Verde, Conte Biancamano, Esquilino, Conte di Savoia ed Orazio. Nel 1932 gli fu conferita una medaglia d'argento al valor civile a seguito di un episodio in cui, imbarcato sul Conte Grande, non esitò a gettarsi in mare in mezzo all'Oceano Atlantico al fine di salvare la vita a un passeggero caduto a mare.
Allo scoppio del secondo conflitto mondiale, il 14 maggio 1940, meno di un mese prima dell'entrata in guerra dell'Italia nel conflitto, venne richiamato alle armi con il grado di capitano di corvetta di complemento. La notte dell'11 novembre 1940 si mise in luce per il salvataggio di alcuni marinai, compiuto a bordo della corazzata Duilio, colpita nel corso dell'attacco aeronavale inglese della base navale di Taranto, meritando una seconda medaglia d’argento al valor militare.
Nel secondo dopoguerra, dal 10 maggio 1947 riprese la sua posizione quale ufficiale di coperta appartenente allo stato maggiore in regolamento organico nel ruolo della Italia - Società di Navigazione, rientrando così nei ranghi della flotta di Stato; sposato e con due figlie, prestò servizio come ufficiale prima e comandante poi su 27 navi diverse, fra cui i transatlantici Conte Grande e Saturnia, fino a giungere al comando delle più prestigiose ammiraglie della Flotta Italiana di Linea, ottenendo il titolo onorifico di "Comandante Superiore", coronamento di una brillante carriera in mare.

## L'Andrea Doria

Calamai sul ponte dell'Andrea Doria

Nel luglio 1956 l'illustre comandante era assegnato all'allora nave ammiraglia della Marina Mercantile Italiana, la T/N Andrea Doria; a questo lussuosissimo e al tempo stesso modernissimo transatlantico si deve la sua notorietà e la sua presenza nella memoria collettiva, perché la nave naufragò con grande clamore nella notte tra il 25 ed il 26 luglio 1956 in seguito alla collisione con la nave svedese Stockholm, nel mezzo di un fitto banco di nebbia in pieno Oceano Atlantico.
Calamai aveva già comandato almeno la metà delle 100 tratte atlantiche già percorse con successo dall'Andrea Doria, tra cui anche il viaggio inaugurale, ed era candidato al comando della nave gemella dell'Andrea Doria, la Cristoforo Colombo.
Materialmente, l'azione di Calamai nell'imminenza del disastro si concretizzò nell'ordinare, una volta compreso di trovarsi in rotta di collisione, un'accostata a sinistra, nel preparare la nave all'imminente impatto e nell'ordinare di tenere in funzione sino allo stremo gli impianti elettrici, poiché essendo notte era importante non lasciare l'Andrea Doria ed i suoi passeggeri al buio. Capendo che la nave sarebbe inevitabilmente affondata, fece trasmettere l'SOS ed organizzò il salvataggio dei circa 1600 passeggeri, che rimase il più imponente salvataggio in mare di tutti i tempi; allo stesso tempo attese finché fu possibile prima di lanciare il segnale di abbandono nave, per evitare l'insorgere del panico, e si coordinò con le navi intervenute in soccorso per l'evacuazione, tutto ciò nel buio della notte e con la nave sbandata di più di 20°. Il principale bastimento che prestò soccorso al piroscafo italiano fu il transatlantico francese Île de France, che una volta ricevuto il segnale di emergenza si predispose per l'accoglienza dei naufraghi (il comandante Raoul de Beaudéan scelse di non allertare inutilmente i propri passeggeri), per poi navigare a tutta velocità verso il luogo del disastro, arrivandovi poco meno di due ore dopo, e posizionarsi parallelo all'Andrea Doria a circa 370 metri di distanza, creando un corridoio di mare calmo tra le due navi in cui far transitare le lance di salvataggio.
Gli ufficiali riferirono che Calamai, a passeggeri ormai evacuati, non voleva lasciare la nave per morire con essa, secondo un'antica tradizione del mare; i suoi sottoposti lo dovettero "minacciare" di risalire tutti per morire con lui e solo in questa prospettiva Calamai si lasciò convincere a scendere su una scialuppa, non senza che il suo secondo ordinasse la discesa per grado, in modo che gli ufficiali di grado inferiore scendessero per primi.
Al naufragio dell'Andrea Doria seguirono polemiche e molte difficoltà nel far luce sulle cause del disastro, difficoltà in parte dovute anche a motivi politici e agli importanti interessi economici coinvolti, come il regista Fabio Toncelli ha raccontato nel suo documentario Il naufragio dell'Andrea Doria - La verità tradita, trasmesso dalla televisione pubblica americana PBS e anche in Italia nei programmi televisivi Ulisse di Raitre e Atlantide di LA7.
Calamai rimase nei ruoli attivi della Italia - Società di Navigazione sino al 31 dicembre 1957, data in cui andò in pensione per raggiunti limiti di età.

## A terra
Dopo il naufragio dell'Andrea Doria Calamai non riprese mai più il mare e a livello psicologico non si riprese mai completamente dal disastro, chiudendo di fatto la sua carriera, fino ad allora ricca di soddisfazioni. Al momento del sinistro aveva 58 anni e guadagnava uno stipendio di 625 USD al mese, per i tempi ragguardevole.
Recenti rivelazioni e studi successivi ne hanno riabilitato la figura e confermato la correttezza del suo operato e quello del suo equipaggio.
Morì il 7 aprile 1972, all'età di 74 anni ed ormai malato, nella sua città d'origine; poco meno di un mese prima aveva ricevuto dagli Stati Uniti una comunicazione di John C. Carrothers, un ingegnere navale in pensione che era diventato uno dei maggiori esperti di collisioni navali, studiando in particolare quella fra l'Andrea Doria e la Stockholm; Carrothers, il primo a sostenere la responsabilità del terzo ufficiale della nave svedese, voleva comunicargli che il sinistro di cui era stato protagonista era studiato all'Accademia navale di Annapolis e che nella pubblicazione ufficiale dello U.S. Naval Institute, Proceedings, di cui allegava la copia di una pagina, si ratificava la ricostruzione dello stesso Carrothers, che riabilitava Calamai. La lettera conteneva espressioni di vivissima solidarietà, sottolineava che ci erano voluti più di 12 anni per dimostrare quella che era una certa e completa responsabilità svedese e si concludeva così:
(John C. Carrothers, lettera del 10 marzo 1972)
Calamai non aveva mai voluto leggere la lettera, che venne ritrovata intatta dalle sue figlie; molte fonti riportano che le sue ultime parole sarebbero state "sono tutti salvi i passeggeri?".
Il capitano riposa nella cappella di famiglia, nel cimitero di Sant'Ilario, sulle alture di Genova Nervi, accanto al padre Oreste, al fratello Marco e alla moglie Anna.
Il fratello minore Marco raggiunse il grado di contrammiraglio nella Marina Militare Italiana ed ebbe anche il comando dell'Accademia navale di Livorno, mentre il padre Oreste è ricordato come fondatore della prima rivista in Italia dedicata al mondo della marineria, intitolata "La Marina Mercantile".
A Calamai, il 28 dicembre 2016, è stata dedicata una sala del Galata Museo del Mare di Genova, che in occasione dei 60 anni dal naufragio della T/n Andrea Doria, insieme alla Fondazione Ansaldo, ha organizzato una mostra sulla storia della nave e della sua tragica fine. La cerimonia è stata presieduta dal sindaco del capoluogo ligure Marco Doria e dalle figlie del comandante, Silvia e Marina; un riscatto morale alla controversa vicenda legale e soprattutto mediatica che seguì al naufragio dell'ammiraglia della flotta mercantile italiana.
Il 26 luglio 2021, in occasione del 65º anniversario del naufragio, la città di Genova ha intitolato la scalinata di Boccadasse a Calamai e al suo equipaggio, quale riconoscimento istituzionale del loro eroico operato durante le operazioni di salvataggio.

## Opere ispirate al comandante Calamai
Per celebrare degnamente i 60 anni dalla tragedia è stato prodotto il docu-film Andrea Doria - I passeggeri sono in salvo?, prodotto da Pierette Domenica Simpson, americana di origini italiane superstite dell'incidente, e diretto da Luca Guardabascio; si tratta di un film nato soprattutto per riabilitare la figura dell'eroico comandante dell'Andrea Doria.. Il documentario si avvale delle musiche del celebre compositore statunitense Mike Stoller, che fu uno dei passeggeri superstiti del naufragio del transatlantico italiano e che proprio per questo motivo venne coinvolto dalla signora Simpson.